# Chosŏnŭi ch'esinch'kye
Il Servizio postale nordcoreano (조선의 체신체계?, Chosŏnŭi ch'e*sinch'kyeMR), noto anche come Poste Coreane (조선 우편?, Chosŏn uyyŏnMR), è gestito dal Ministero delle poste e delle telecomunicazioni e dall'Ufficio del mantenimento delle comunicazioni, che supervisiona le comunicazioni postali, i telegrammi, le trasmissioni televisive, i giornali e altri materiali correlati.

## Storia

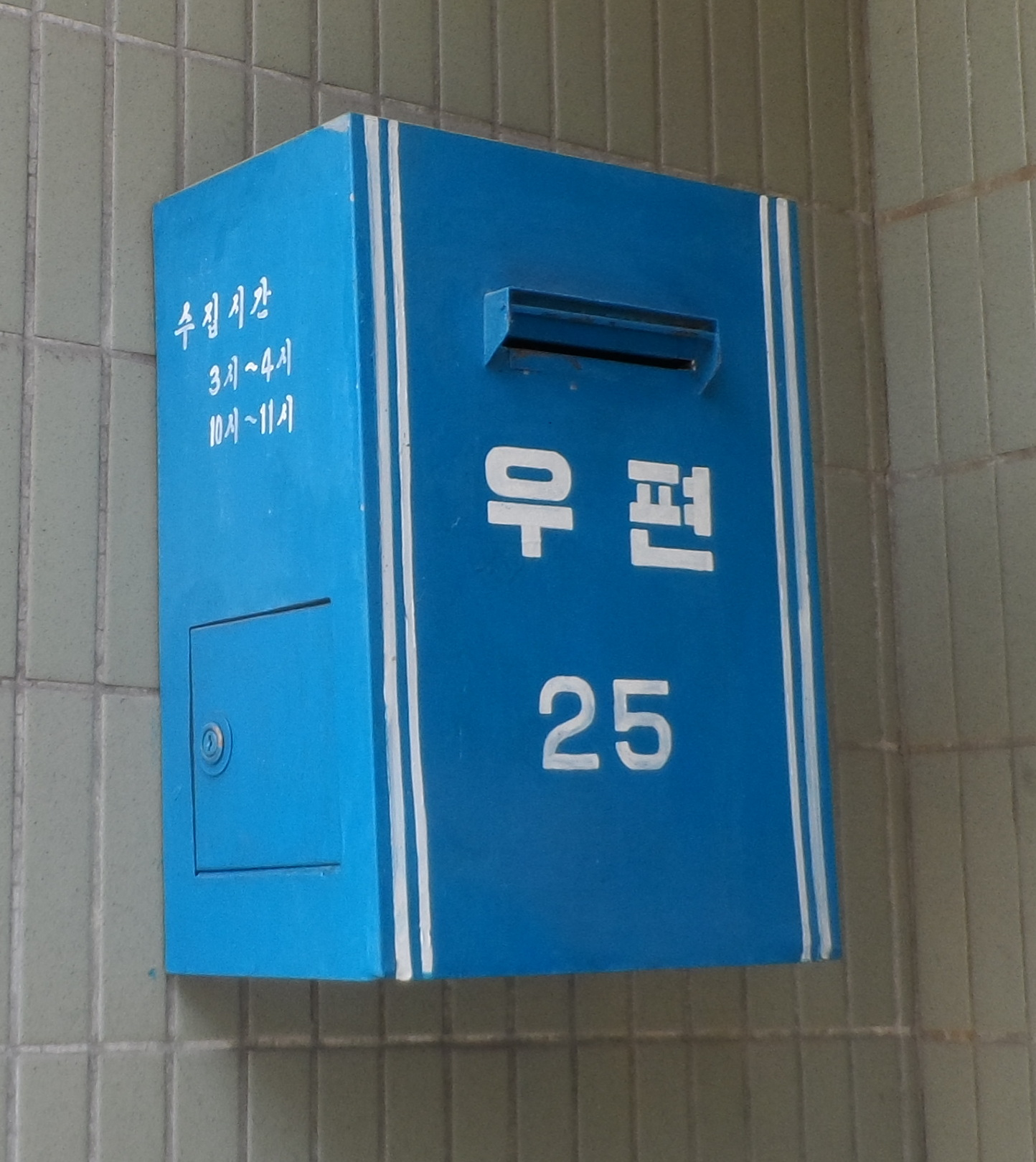
Una cassetta delle lettere a Pyongyang.

Come per molti altri aspetti riguardanti la Corea del Nord, è difficile reperire delle notizie interne e le fonti principali sono rappresentate dalle testimonianze dei disertori, dal numero limitato di affari internazionali e da pochi istituiti di ricerca sulla Corea del Nord.
Prima della carestia degli anni novanta, il servizio telegrafico impiegava più di una settimana per trasmettere un messaggio e spesso il governo consegnava delle biciclette agli uffici postali per garantire le consegne. Tuttavia, durante la carestia, le consegne divennero sempre più sporadiche a causa della carenza di cibo, elettricità e carburante. In molti casi, una lettera impiegava più di un mese per raggiungere la capitale Pyongyang partendo dal nord del paese, con una distanza di poche centinaia di chilometri, e si supponeva che gli impiegati dei treni postali bruciassero le lettere per riscaldarsi.
Nel 1992, il ministro delle poste e tutti gli ufficiali di rango superiore furono licenziati, e lo stesso ministro fu arrestato e inviato (assieme alla famiglia) nei campi di prigionia con l'accusa di appropriazione indebita e spreco di fondi usati per comprare dal Regno Unito delle strumentazioni rotte da usare per la produzione di fibre ottiche.
Dal 1993 è presente un servizio telefonico a fibra ottica che ha ridotto l'utilizzo dei telegrammi e delle lettere.

## Sistema postale
Il Ministero è presente in ogni provincia tramite le sue filiali e ciascun Ri (villaggio) è dotato di un ufficio postale per la consegna di lettere, pacchi e telegrammi. Alcuni agenti del Dipartimento di sicurezza dello Stato sono posizionati all'ufficio del ministero per ispezionare le lettere e monitorare i residenti.
Nonostante la presenza di un servizio postale e di altre organizzazioni statali di telecomunicazioni, il passaparola rimane il principale mezzo di diffusione di un'informazione in tutto il Paese.

## Internazionale
Dal 6 giugno 1974, il Paese è membro dell'Unione postale universale.
Non vi alcun servizio di posta tra la Corea del Nord e la Corea del Sud. La RPDC è posta sotto numerose sanzioni economiche che limitano il materiale inviabile legalmente da e verso il Paese. Negli Stati Uniti, ogni scambio postale è regolato dall'Office of Foreign Assets Control e limita la corrispondenza a lettere prioritarie, cartoline e materiale per ciechi. Le merci, il denaro, i metalli preziosi, gioielli, materiali chimici, biologici, radioattivi e altri oggetti sono proibiti.